# Козуб Сергій Гнатович
Сергій Гнатович Козуб (нар. 12 жовтня 1897, Капустинці, Пирятинський повіт, Полтавська губернія, Російська імперія — пом. 16 травня 1938, Колима, Магаданська область, РРФСР, СРСР) — український радянський публіцист, дослідник, викладач вищої школи, літературознавець. Рідний брат українського революціонера і повстанського командира, суспільного і військового діяча, краєзнавця і в'язня ГУЛАГу Івана Гнатовича Козуба, автора відомої серед жителів Яготинського і Драбівського районів автобіографічної книги спогадів «Доба і доля», в якій згадує про життя своєї родини і долю свого брата, про їхнє спільне дитинство і юність. Двоюрідний брат українського революціонера і повстанського командира, суспільного і військового діяча Петра Аврамовича Куліша. Відомий у 1920х-1930х дослідник життя і творчості Михайла Коцюбинського, про що свідчать його праці у цій сфері. За періодом і характером своєї діяльності може бути віднесений до діячів Розстріляного Відродження 1930х.

## Життєпис
Народився у родині підданих Російської імперії, простих приписних козаків (представників козачого сословія) села Капустинці Пирятинського повіту Полтавської губернії, що розташоване на землях історичного степового Задніпров‘я, нині у складі Київської області, Гната Васильовича Козуба (1861—1919) і Марії Федорівни Куліш (1862—1906), нащадків козаків-українців, козаків-запорожців і козаків-задніпровців епохи Гетьманщини, які в царську епоху в документах були відомі як «малороси» або «малоросійське козацтво», «полтавське козацтво» тощо, брали участь у розбудові Полтавщини і всієї Малоросії, щоб згодом приєднатися до лав прихильників українства і будувати самостійне Українське господарство (республіку) зі столицею в Києві.
Виростав у середовищі типового козацького села на Задніпров‘ї (Полтавщина), серед представників козачого сословія, людей переважно мирної праці, але військовій справі теж не чужих, нащадків воїнів Христових, захисників Східної Церкви на степовому прикордонні Речі Посполитої у польську епоху, які згодом створили Гетьманщину, а після включення цих земель до складу Росії продовжували вважати себе за вільних людей, «вільних по волі Божій, а не царській чи панській», підкреслюючи свій зв'язок з Богом, дідами-прадідами, русинами і степовиками руської віри (черкасами, козаками), зі Старою, Святою, Дідовою Руссю і Рідною Україною з осередком в Києві і одночасно вирізняючи себе серед інших племен і народів регіону.
Певне уявлення про світогляд і уклад життя Сергієвого оточення може дати книга спогадів його рідного брата Івана, теж постраждалого в часи сталінських репресій, хоча згодом поновленого у правах і навіть партії Івана Гнатовича Козуба «Доба і доля».
Охрещений по православному обряду священником Григорієм Григоровичем Білінським, нащадком старого священницького роду округи, двоюрідним братом контр-адмірала УНР Михайла Білінського. Судячи з дати народження судячи за все названий на честь преподобного Сергія з Радоніжжя, що на Московщині, всієї Русі чудотворця, шанованого всією Східною Церквою, Грецькою, Руською і Українською.
Його рідний брат Іван Козуб служив козачком у відомого просвітянина, суспільного діяча і репресованого революціонера-народовольця Павла Петровича Бухановського, поміщика села Ничипорівки (нині Яготинського району), який був особисто знайомий з такими знаковими в історії Української Республіки людьми як Євген Чикаленко і Михайло Коцюбинський. Можливо тут, в цих часах і обставинах варто шукати початки зацікавлення Сергієм Гнатовичем життям і творчістю Михайла Коцюбинського.
У 1916 році закінчив Лубенську учительську семінарію.
У 1917—1920х рр. разом з братами, родичами, друзями, односельцями і земляками брав участь у боротьбі за правду, свободу і комунальне народовладдя під різними гаслами і прапорами на землях молодої Української Республіки.
У 1922 році закінчив Київський Інститут Народної Освіти, де згодом, у 1925—1926 рр. навчався в аспірантурі та у 1929—1930 рр. викладав.
У 1930—1931 рр. працював і викладав у Київському інституті соц. виховання.
У 1931—1933 рр. викладав у вечірньому освітянському університеті.
У 1933—1934 рр. доцент Ніжинського педагогічного інституту. Член Історично-літературного товариства ВУАН.
Більшість досліджень Сергія Гнатовича Козуба була присвячена життю та творчості українського письменника Михайла Коцюбинського. Був упорядником «Бібліографічного показника статей Коцюбинського для часопису „Волинь“» (Київ, 1926), 7–8-й т. зібрання творів письменника (Харків; Київ, 1930–31), ввів у науковий обіг низку раніше невідомих матеріалів про письменника.
У 1935 заарештований за звинуваченням у контрреволюційній троцькістській агітації і засланий на Колиму.
У 1938 особливою трійкою НКВС засуджений до розстрілу.
Реабілітований у 1957 році.
Як людина, охрещена батьками у дитинстві у православну віру може поминатись і поминається у православних храмах і монастирях Рідної України і Святої Русі, зокрема на теренах рідних для нього села Капустинці, або ще як їх часом називають - Капустинської пустині.